# Famiglia (matematica)
In matematica, una famiglia è una collezione di elementi. Essa consiste in un insieme, detto insieme di indici, e in una mappa che ad ogni indice associa un unico elemento della famiglia. Per ogni elemento della famiglia esiste almeno un indice al quale esso è associato tramite la mappa. Poiché a indici diversi può essere associato lo stesso elemento, una famiglia, a differenza di quanto accade per gli insiemi, può contenere lo stesso elemento un numero arbitrario di volte. Inoltre qualsiasi struttura aggiuntiva assegnata all'insieme di indici, si estende alla famiglia. A titolo di esempio, una famiglia ordinata è una famiglia definita su un insieme di indici ordinato.

## Altri usi
A volte inoltre, quando si parla di un insieme che ha per elementi a sua volta degli insiemi (come ad esempio l'insieme delle parti), invece del cacofonico "insieme di insiemi" si usa "famiglia di insiemi"(o classe o collezione), non necessariamente intendendolo nel senso di famiglia indicata  in questo articolo.
Formalmente, una famiglia è una tripletta (X, I, ι) di insiemi X e I e una funzione suriettiva ι: I → X.

## Notazione
Una famiglia è usualmente indicata con (Ai)i∈I. In tal caso I è l'insieme di indici, ι(i)=Ai è la mappa e Ai è l'elemento associato a i, talvolta detto l'i-esimo elemento della famiglia.
In alternativa, si utilizza anche la simbologia {Ai}i∈I, con parentesi graffe anziché tonde, sebbene sia facile confonderla con la notazione {Ai | i∈I}, che indica invece un insieme non strutturato.

## Uso implicito
Spesso si utilizza una famiglia senza menzionarla esplicitamente e ciò, in certi casi, può condurre a equivoci o ad errori molto difficili da rintracciare.  

### Esempi

#### Notazione indicizzata
Ogni volta che si ricorre ad una notazione indicizzata, gli oggetti indicizzati formano una famiglia.
I vettori v1, …, vn sono linearmente indipendenti.
(vi)i ∈ {1, …, n} è una famiglia di vettori. L'espressione i-esimo vettore vi ha senso solo se riferita ad una famiglia, perché, non essendo gli elementi di un insieme indicizzati, non vi è alcun i-esimo vettore in un insieme. La distinzione tra famiglia e insieme ha importanti ricadute sulla proprietà di indipendenza lineare, come risulta chiaro dal seguente esempio. 
Considerando n=2 e v1 = v2 = (1, 0), l'insieme risultante comprende un solo elemento e, pertanto, è linearmente indipendente, mentre la famiglia corrispondente contiene lo stesso elemento due volte ed è perciò linearmente dipendente.

#### Matrici
Una matrice quadrata A è invertibile, se e solo se le righe di A sono linearmente indipendenti.
Anche in questo caso è importante precisare se le righe di A sono linearmente indipendenti come famiglia o come insieme. 
Se consideriamo la matrice:
{\displaystyle A={\begin{bmatrix}1&1\\1&1\end{bmatrix}},}
l'insieme delle sue righe comprende il solo elemento (1, 1), perciò è linearmente indipendente, ma la matrice non è invertibile. La famiglia di righe contiene invece due elementi identici ed è pertanto linearmente dipendente.  
La proposizione è quindi corretta se riferita alla famiglia di righe, ma è falsa se riferita all'insieme delle righe.  

## Funzioni, insiemi e famiglie
Esiste una corrispondenza biunivoca tra le funzioni suriettive e le famiglie, in quanto ogni funzione f con dominio I determina una famiglia (f(i))i∈I. Diversamente dalle funzioni, una famiglia è concepita come una collezione ed essere un suo elemento equivale ad appartenere al codominio della corrispondente funzione. Una famiglia contiene un qualsiasi elemento esattamente una volta sola se e solo se la corrispondente funzione è iniettiva. 
Come avviene per gli insiemi, una famiglia è un contenitore e ogni insieme X determina una famiglia (x)x∈X. In altri termini, ogni insieme è naturalmente interpretabile come una famiglia. Per ogni famiglia (Ai)i∈I, esiste l'insieme di tutti gli elementi {Ai | i∈I}, ma quest'ultimo non fornisce alcuna informazione su eventuali appartenenze ripetute di un elemento o sulla struttura di I. In definitiva, il ricorso a un insieme implica la possibile perdita di alcune informazioni. 

## Esempi
- Una coppia ordinata è una famiglia definita sull'insieme di indici {1, 2}.
- Più in generale, una n-upla è una famiglia definita sull'insieme di indici finito {1, 2, …, n}
- Una successione infinita è una famiglia indicizzata sull'insieme dei numeri naturali.
- Una matrice di ordine (n,m) è una famiglia indicizzata sul prodotto cartesiano {1, 2, …, n} × {1, 2, …, m}.
- Una rete è una famiglia indicizzata su un insieme diretto.

## Operazioni su famiglie
Gli insiemi di indici sono spesso utilizzati nelle somme e in altre operazioni di natura simile. Per esempio, se (ai)i∈I è una famiglia di numeri, la loro somma è usualmente indicata con:
{\displaystyle \sum _{i\in I}a_{i}}
Quando (Ai)i∈I è una famiglia di insiemi, la loro unione si indica con:
{\displaystyle \bigcup _{i\in I}A_{i}}
Notazioni analoghe valgono per l'intersezione e il prodotto cartesiano.

## Sottofamiglie
Una famiglia (Bi)i∈J è una sottofamiglia di una famiglia (Ai)i∈I, se e solo se J è un sottoinsieme di I e per ogni i in J vale:
Bi = Ai

## Uso nella teoria delle categorie
In generale, un funtore determina una famiglia indicizzata di oggetti in una categoria D, indicizzata su un'altra categoria C tramite un morfismo dipendente da due indici.